# Tüskés Anna
Tüskés Anna (asszonynevén Újváriné, Budapest, 1981. január 16. –) magyar irodalomtörténész, művészettörténész, bibliográfus, egyetemi adjunktus.

## Élete
Szülei Knapp Éva és Tüskés Gábor irodalomtörténészek. 1999–2005 között az Eötvös Loránd Tudományegyetem francia nyelv és irodalom–művészettörténet szakos bölcsészként és középiskolai tanárként végzett. 2009-ben művészettörténetből PhD fokozatot szerzett az ELTE BTK-n. 2008–2013 között Magyar Tudományos Akadémia Irodalomtudományi Intézet (ma: Bölcsészettudományi Kutatóközpont Irodalomtudományi Intézet) Illyés Gyula Archívumában, 2013-tól a Bibliográfiai Osztályán dolgozik. 2018-tól a Pécsi Tudományegyetem Művészeti Kar Művészettörténet Tanszékének adjunktusa. 2022-ben történelemtudományokból habilitált a Pázmány Péter Katolikus Egyetemen.
Fő kutatási területei a 20. századi francia–magyar irodalmi kapcsolatok, keresztény ikonográfia, egyetemtörténet, 18–19. századi könyvtártörténet, a 20. század második felének magyarországi képzőművészete. 2013-tól a Károli Gáspár Református Egyetem Orpheus Noster című folyóiratának szerkesztőbizottsági tagja.

## Munkái

### Szerzőként
- Magyarországi diákok a bécsi egyetemen 1365–1526. Students from Hungary at the University of Vienna 1365–1526, Budapest, Eötvös Loránd Tudományegyetem Levéltár, 2008.
- Az Eötvös Loránd Tudományegyetem Bölcsészettudományi Karának története képekben 1635–2010, Budapest, Eötvös Loránd Tudományegyetem, Bölcsészettudományi Kar, 2010. Borsodi Csabával
- Les Orphées du Danube: Jean Rousselot, Gyula Illyés et Ladislas Gara. Suivi de Lettres à Gyula Illyés, par Jean Rousselot, Rafael de Surtis/Editinter, 2015, 464 p. Christophe Dauphin-nel
- A Máriássy család ősgalériája, Pozsony, Kalligram, 2019, 200 p. Máriássy Péterrel
- „en-nemzetem külhoni híre-sorsa” Fejezetek a 20. századi francia–magyar irodalmi kapcsolatok történetéből, Budapest, Reciti Kiadó, 2020, 382 p.
- Bazsonyi Arany grafikái, Pécs, Pécsi Tudományegyetem Művészeti Kar, 2022, 200 p.
- Bocz Gyula, Pécs, Pécsi Tudományegyetem Művészeti Kar, 2023, 320 p., 750 kép.
- Hevesi András (1942–2009) karmester, zeneszerző: Emlékkönyv, Pécs, Pécsi Tudományegyetem Művészeti Kar, 2024, 292 p.

### Szerkesztőként
- Omnis creatura significans. Tanulmányok Prokopp Mária 70. születésnapjára. Essays in Honour of Mária Prokopp. Szerk. Tüskés Anna. Budapest, CentrArt Egyesület, 2009.
- Ars perennis. Fiatal Művészettörténészek II. Konferenciája. 2nd Conference of Young Art Historians. Budapest, 2009. Szerk. Tüskés Anna. Budapest, CentrArt Egyesület, 2010.
- Hungary in Context. Studies on Art and Architecture. Ed. by Anna Tüskés, Áron Tóth, Miklós Székely. Budapest, CentrArt, 2013.
- Lajos HOPP, Un épistolier et traducteur littéraire à l’orée des Lumières : Kelemen Mikes. Recueil d’essais, sous la direction de Gábor TÜSKÉS, publié par Imre VÖRÖS et Anna TÜSKÉS, revu et préparé par Béatrice DUMICHE et Krisztina KALÓ, Szeged, JATEPress, 2014 (Felvilágosodás-Lumières-Enlightenment-Aufklärung, Tome 3), 185 l.
- Echo simul una et quina. Tanulmányok a pécsi székesegyházról. Szerk. Heidl György, Raffay Endre, Tüskés Anna. Pécs, Kronosz Kiadó–Pécsi Egyházmegye, 2016, 335 p.
- 20 éves a pécsi Művészeti Kar: Tanulmányok a jubileumi konferencia előadásaiból, szerk. Fekete Valéria, Raffay Endre, Tüskés Anna, Pécs, Pécsi Tudományegyetem Művészeti Kar, 2018, 123 oldal.
- Aracs: A Pusztatemplom múltja és jövője, szerk. Biacsi Karolina, Raffay Endre, Tüskés Anna, Újvidék, Forum Könyvkiadó Intézet, 2018, 288 p.
- Les relations littéraires entre la France et la Hongrie au XXe siècle: Actes du colloque international organisé par l’Institut d’Études Littéraires de l’Académie Hongroise des Sciences, l’Institut français de Budapest et le Centre Interuniversitaire d’Études Françaises de l’Université Eötvös Loránd Budapest, 5–7 Décembre 2018, sous la direction de Anna Tüskés, Elisabeth Cottier-Fábián, Bénédicte Williams et Dávid Szabó, ELTE CIEF – Bölcsészettudományi Kutatóközpont Irodalomtudományi Intézet, 2019.
- Európai műemlékvédelmi tendenciák különös tekintettel a Kárpát-medencére / Current Trends in European Heritage Preservation with a Focus on the Carpathian Basin: Nemzetközi tudományos konferencia I–II., III–IV. Fehérvárcsurgó, 2017/2018, 2019/2021, szerk. Raffay Endre, Tüskés Anna, Pécs, PTE MK Művészettörténeti- és Elméleti Tanszék, 2019, 2022.

### Forráskiadások
- Fodor András és Tüskés Tibor levelezése, I, 1959-1966, s. a. r., a jegyzeteket készítette és a névmutatót összeállította Tüskés Anna, Pécs, Pro Pannonia, 2008.
- Rab Gusztáv: Sabaria, avagy Szent Márton köpenye: Regény, s.a.r. Tüskés Anna, Budapest: MTA BTK Irodalomtudományi Intézet, 2018, 278 p.
- Gara Nathalie és László: Saint-Boniface és lakói: Regény, s.a.r. Tüskés Anna, Budapest: MTA BTK Irodalomtudományi Intézet, 2018, 327 p. ISBN 978-615-5478-57-4
- „láthatatlan selyemsál a számon” Nemes Nagy Ágnes és Lengyel Balázs leveleiből, s.a.r. Buda Attila, Pataky Adrienn, Tüskés Anna, Budapest, Gondolat, 2019, 263 p.
- Rab Gusztáv: Utazás az ismeretlenbe: Regény, s.a.r. Tüskés Anna, Budapest, MTA BTK Irodalomtudományi Intézet, 2019, 660 p.
- Rab Gusztáv: Kleopátra tükre, A verebek, A párizsi gyors: Regények, s.a.r. Tüskés Anna, Budapest, BTK Irodalomtudományi Intézet, 2020.
- Rab Gusztáv: Szent Optika, Patak rózsája: Regények, s.a.r. Tüskés Anna, Budapest, BTK Irodalomtudományi Intézet, 2021.
- Critica: Források az irodalom- és kultúratudományi szakkritika történetéhez 1986–2020. Sources for the History of Criticism of Literary and Cultural Studies 1986–2020, vál., szerk. Tüskés Gábor, s. a. r. Tüskés Anna, Budapest: reciti, 2020, 470 l.
- Tüskés Gábor – Tüskés Anna: „Drága Tanárnő!” Irodalom- és művelődéstörténeti források Tüskés Tiborné hagyatékából (1949–1997). Emlékezések (2019, 2021) Budapest, Reciti Kiadó, 2021, 470 p.
- Ágnes Nemes Nagy, Les Chevaux et les Anges: Anthologie poétique 1931–1991, Sainte-Colombe-sur-Gand, La rumeur libre Éditions, 2022, 286 p.
- „…nekem Franciaország… a sorsom és végzetem”: Adorján Andor élete és munkássága: Válogatott levelek, Budapest, Bölcsészettudományi Kutatóközpont, Irodalomtudományi Intézet, 2023, 344 p.

## Kritikai kiadás
- François II Rákóczi: Confession d’un pécheur. Traduite du latin par Chrysostome Jourdain: Édition critique avec introductions et notes établies sous la direction de Gábor Tüskés. Avant-propos de Jean Garapon. Avec la collaboration de Csenge E. Aradi, Ildikó Gausz, Zsuzsanna Hámori Nagy, Réka Lengyel, Zsolt Szebelédi, Ferenc Tóth et Anna Tüskés. Édition revue et préparée par Michel Marty, Paris, Honoré Champion, 2020.
- Zolnai Béla: Garázda Péter vallomásai: Kritikai kiadás, s.a.r. Tüskés Anna, tárgyi és szövegkritikai jegyzetek Tüskés Anna és Tüskés Gábor, kísérőtanulmány Tüskés Gábor, Budapest, HUN-REN Bölcsészettudományi Kutatóközpont Irodalomtudományi Intézet, MTA Könyvtár és Információs Központ, 2024, 421 p.

## Díjai, elismerései
- Rétfalvi Sándor Díj (2024), a Pécsi Tudományegyetem Művészeti Kar publikációs díja, a Bocz Gyula-monográfiáért